# شهرستان کارتالینسکی
شهرستان کارتالینسکی (به لاتین: Kartalinsky District) یک شهرستان در روسیه است که در استان چلیابینسک واقع شده‌است.